# RDoc
RDoc (pour Ruby Documentation) est le générateur de documentation embarqué pour le langage Ruby, développé par Dave Thomas.
En analysant du code source Ruby, il permet de générer une collection de pages (au format HTML par exemple) pour les objets et méthodes implémentés. Les commentaires sont également utilisés.
RDoc fait partie de la distribution standard de Ruby.
RDoc permet également de créer des fichiers de données ri (sorte de pages man pour les API Ruby).
RDoc et ri sont actuellement maintenus par Eric Hodel et Ryan Davis.

## Voir également